# Aseptis perfumosa
Aseptis perfumosa là một loài bướm đêm trong họ Noctuidae.